# Джим Моріта
Джим Моріта (англ. Jim Morita) — вигаданий персонаж з коміксів американського видавництва Marvel Comics. Його було створено Роєм Томасом і Діком Аєрсом.

## Історія публікації
Джим Моріта вигаданий Діком Аєрсом і Роєм Томасом. Персонаж уперше з'явився в коміксі «Sgt. Fury and his Howling Commandos» #38 (січень 1967).

## Вигадана біографія
Джим Моріта був американцем японського походження, який служив у армії США як рейнджер під час Другої світової війни. Він приєднався до ескадрильї нісейців під командуванням капітана «Щасливого Сема» Соєра і служив з «Виючими командос» у кількох місіях.

## Сили та здібності
Коммандос володіє карате, майстерно поводиться з вибухівкою, добре знайомий з тактикою стелс і стандартною зброєю армії США. Моріта — парашутист-початківець.

## Спорядження
Солдат зазвичай носив кольт 45 калібру, карабін M1 30 калібру та уламкові гранати Mk 2.

## В інших медіа

### Телебачення
- Реприз його ролі відбувся в другому сезоні телесеріалу «Агенти Щ.И.Т.». В епізоді «Тіні»[3] він присутній з Пеггі Картер, коли Деніел Вайтголл заарештований.

### Фільми
- Персонаж Джим Моріта був адаптований для фільму «Перший месник», якого зіграв актор Кеннет Чой, як член Виючих коммандос[4].
- Фото Джима Моріта було показано у фільмі «Людина-павук: Повернення додому», яка стояла в шафі в директора школи Пітера Паркера. Директор школи, мабуть, є онуком Джима Моріта, його грає актор Кеннет Чой, який зіграв персонажа раніше.

### Відеоігри
- Джим Моріта з'являється в грі «Captain America: Super Soldier», озвучений Кеннетом Чоєм.